# Pavel Vranický
Pavel Vranický (ook: Pavel Vranitzký en ook: Paul Wranitzky) (Nová Říše (Duits: Neureich), bij Telč in Moravië, 30 december 1756 – Wenen, 26 september 1808) was een Tsjechisch componist, dirigent en violist. Hij is de broer van de componist Antonín Vranický.

## Levensloop
Vranický was eigenlijk voorbestemd om theoloog te worden Omdat hij zijn basisopleiding in het gymnasium van de Jezuïeten in Jihlavy kreeg, kreeg hij ook viool-, orgel- en zangles. Van 1770 tot 1772 studeerde hij taalkunde, retoriek, poëzie en Latijn en vanaf 1772 aan de universiteit van Olomouc filosofie later ook theologie en geneeskunde. Hij vertrok naar Wenen en evenals andere Tsjechische componisten werd in de hoofdstad van het toenmalige keizerrijk Oostenrijk-Hongarije zijn naam op Duits veranderd in Vranitzký of Paul Wranitzky, soms ook Wranizky of Wranizki. In Wenen studeerde hij verder bij de componist en kapelmeester van het hof van Zweden Johann Martin Kraus, die in 1783 te gast was in Wenen.
Vranický speelde in het muziekleven van Wenen een prominente rol. Sinds 1784 als muzikale directeur voor Vorst Johann Baptist Esterházy en vanaf 1785 directeur van het nieuw opgerichte orkest van het Kärtnerthortheater in Wenen was de componist met Wolfgang Amadeus Mozart, Joseph Haydn en Ludwig van Beethoven bevriend. Bijvoorbeeld bestond Joseph Haydn erop, dat Vranický in 1799 en 1800 uitvoeringen van zijn werk Schöpfung dirigeerde. Ook Ludwig van Beethoven was van de dirigeer vakmanschap van Vranický overtuigd, omdat ook hij erop bestond, dat Vranitzký de première van zijn eerste symfonie zal dirigeren. Vranický was ook secretaris van de Gesellschaft der Musikkünstler in Wenen en was in deze functie mede-initiator van de sociale hulpfonds Unterstützender Verein für Witwen und Weisen von Musikkünstlern.
Evenals Wolfgang Amadeus Mozart was Vranický lid van de Vrijmetselaar loge "Zur gekrönten Hoffnung" in Wenen.
Als componist heeft hij een aanzienlijk oeuvre met 10 opera's, 51 symfonieën, 56 strijkkwarteten (soms zijn er zelfs 73 vermeld) en een groot aantal andere werken voor orkest, harmonieorkest en kamermuziek. Zijn opera Oberon uit 1789 was destijds een zeer populair werk en geïnspireerde de bekende Oostenrijkse dichter Emanuel Schikaneder (eigentlijk: Johann Joseph Schickeneder) tot het schrijven van "Die Zauberflöte" in het midden van de jaren 1790. Hij was ook geacht aan het hof en zo schreef hij de Krönungs Symphonie für Franz II. in 1792.

## Composities

### Werken voor orkest
- 1792 Krönungs Symphonie für Franz II.
- 1797 Grande sinfonie caractéristique pour la paix avec la République française en do-mineur, voor piano, en strijkers, op. 31
- Concert D-groot, voor fluit en orkest
- Concert C-groot, voor cello en orkest, op. 27
- Concert C-groot, voor fluit, hobo en orkest, op. 39
- Ouverture C-groot
- Symfonie – A Magyar Nemzet Öröme, op. 2
- Symfonie in C groot, op. 11
  1. Adagio maestoso. Vivace assai
  2. Larghetto con moto. Affettuoso
  3. Finale. Allegro
- Symfonie D groot, op. 16 no. 3
- Sinfonie "La Chasse" D groot, op. 25
- Symfonie in D groot, op. 36
  1. Adagio. Allegro molto
  2. Russe. Allegretto
  3. Polonese
  4. Finale. Largo. Rondo. Allegro
- Symfonie in D groot, op. 52
  1. Adagio maestoso. Allegro molto
  2. Adagio
  3. Menuetto
  4. Finale. Vivace assai
- Symfonie in D-groot, op. 58
- Symfonie in c-klein, zonder opusnummer
  1. Grave. Allegro assai
  2. Adagio
  3. Allegretto
  4. Presto

### Muziektheater

#### Opera
| Voltooid in | titel                                                                                                | aktes               | première                                             | libretto                                                                                 |
| ----------- | --- | ------------------- | ---------------------------------------------------- | ---------------------------------------------------------------------------------------- |
| 1789        | Oberon, König der Elfen                                                                              | 3 bedrijven         | 7 november 1789, Wenen, Wiedner Theater              | Friederike Sophie Seyler naar Christoph Martin Wieland, bewerkt van Karl Ludwig Giesecke |
| 1790-1791   | Der dreifache Liebhaber / L'Armant de trois jeunes filles                                            |                     | 3 februari 1791, Berlijn, Koninklijk Theater         | spoorloos verdwenen                                                                      |
| 1792        | Rudolph von Felseck of: Die Schwarzthaler Mühle, ook bekend als La Tempestà                          | spoorloos verdwenen | 6 oktober 1792, Wenen, Burgtheater                   | Josef Korompay                                                                           |
| 1793        | Merkur, der Heiratstifter (of: "Der Geiz im Geldkasten")                                             | 2 bedrijven         | 21 februari 1793, Wenen, Theater in der Leopoldstadt |                                                                                          |
| 1793        | Die Post-Station                                                                                     | 2 bedrijven         | 1793, Wenen                                          | S. F. Küstner                                                                            |
| 1794-1795   | Das Maroccanische Reich                                                                              |                     | vermoedelijk Wenen                                   |                                                                                          |
| 1795        | Die gute Mutter                                                                                      | 2 bedrijven         | 11 mei 1795, Wenen, Kärtnerthortheater               | Johann Baptist von Alxinger                                                              |
| na 1796     | Medea                                                                                                |                     | na 1796, Wenen                                       | Joachim Perinet?                                                                         |
| 1798        | Johanna von Montfaucon                                                                               | 5 bedrijven         | 25 januari 1799, Wenen, Kärtnerthortheater           | August von Kotzebue                                                                      |
| 1799        | Der Schreiner                                                                                        | 1 akte              | 18 juli 1799, Wenen, Kärtnerthortheater              | August von Kotzebue                                                                      |
| 1804        | Das Picknick der Götter                                                                              | 2 bedrijven         | 12 februari 1804, Wenen, Schloss Schönbrunn          |                                                                                          |
| 1804        | Das Mitgefühl                                                                                        | 1 akte              | 21 april 1804, Wenen, Kärtnerthortheater             | Georg Friedrich Treitschke                                                               |
| 1805        | Die Erkenntlichkeit met betrekking op de opera "Azémia" ou "Les Sauvages" van Nicolas-Marie Dalayrac |                     | 22 juli 1805, Wenen, Kärtnerthortheater              | Sébastian Gallet                                                                         |

#### Operette
| Voltooid in | titel                                           | aktes       | première                                            | libretto                  |
| ----------- | ----------------------------------------------- | ----------- | --------------------------------------------------- | ------------------------- |
| 1791        | Walmir und Gertraud of Man kann es ja probieren | 3 bedrijven | 1791 (vermoedelijk in) Wenen                        | Johann Benjamin Michaelis |
| 1793-1794   | Das Fest der Lazaronen                          | 2 bedrijven | 4 februari 1794, Wenen, Theater in der Leopoldstadt | Joachim Perinet           |

#### Balletten
| Voltooid in | titel | aktes               | première                                     | libretto                                        | choreografie |
| ----------- | --- | ------------------- | -------------------------------------------- | ----------------------------------------------- | ------------ |
| 1794        | Die Weinlese of: La vendemmia of: Les Vendanges                                                                    |                     | 16 oktober 1794, Wenen, Hoftheater           | Antonio Muzzarelli                              |              |
| 1795        | Zephir und Flora                                                                                                   |                     | 5 september 1795, Wenen, Hoftheater          |                                                 |              |
| 1796        | Das Waldmädchen of: La selvaggia                                                                                   |                     | 23 september 1796, Wenen, Kärtnerthortheater | Giuseppe Traffieri                              |              |
| 1797        | Cyrus und Tomyris                                                                                                  |                     |                                              |                                                 |              |
| 1797        | Die Luftfahrer | spoorloos verdwenen | 23 februari 1797 Wenen, Hoftheater           | Giuseppe Traffieri                              |              |
| om 1800     | Zemire und Azor |                     |                                              | Francesco Clerico naar Jéan François Marmontel? |              |
| 1800        | Die Waise der Berghöhle of: Der Zauber der beiden Bildnisse (samen met: T. Weigl jr.)                              | 3 bedrijven         | 14 maart 1800, Wenen, Burgtheater            | Francesco Clerico                               |              |
| 1801        | Das Urteil des Paris                                                                                               | 2 bedrijven         | 13 juli 1801, Wenen, Hoftheater              | Gaetano Gioja                                   |              |
| 1803-1804   | Der Raub der Sabinerinnen of: L'Enlèvement des Sabines                                                             | 5 bedrijven         | 20 maart 1804, Wenen, Hoftheater             | Sébastian Gallet                                |              |
| 1804-1805   | Zufriedenheit mehr als Reichtum of: Der Tyroler Jahrmarkt (samen met: T. Weigl jr. en Michael Umlauff [1781-1842]) |                     | 23 februari 1805, Wenen, Hoftheater          | Sébastian Gallet                                |              |
| 1806        | Zelina und Gorano of: Die Morlakenhochzeit                                                                         | 2 aktes             | 19 april 1806, Wenen, Hoftheater             | Gaetano Gioja                                   |              |
|             | Das listige Bauernmädchen                                                                                          |                     |                                              |                                                 |              |
|             | Die geraubte und wiedereroberte Braut                                                                              |                     |                                              |                                                 |              |
|             | L'amore paterno |                     |                                              |                                                 |              |

#### Toneelmuziek
- 1795 Rollas Tod – tekst: August von Kotzebue
- Achmet und Zenide – tekst: August Wilhelm Iffland
- Die Dienstpflicht
- Die Rache
- Jolantha
- Siri-Brahe

### Kamermuziek
- 1787 Zes Kwartetten, op. 4
- 1791 Strijkkwartet no. 27 in Bes-groot, op. 15 no. 3
- 1793 Strijkkwartet in Si bemol majeur, op. 16 no. 1
- 1793 Strijkkwartet in Mi bemol majeur, op. 16 no. 2
- 1793 Strijkkwartet in Ré majeur, op. 16 no. 3
- 1793 Strijkkwartet in Fa majeur, op. 16 no. 4
- 1793Strijkkwartet in Do majeur, op. 16 no. 5
- 1793 Strijkkwartet in Ré mineur, op. 16 no. 6
- 1798-1799 Drie duos concertants, voor twee fluiten
- Kwartet in G-groot, voor fluit, viool, altviool en cello, op. 28 no. 1
- Kwartet in C-groot, voor fluit, viool, altviool en cello, op. 28 no. 2
- Kwartet in a-klein, voor fluit, viool, altviool en cello, op. 28 no. 3
- Partita in Es groot, voor blazers
- Piano Trio in G groot
- Sextet no. 3 in Es groot, voor fluit, hobo en strijkkwartet
- Sextet no. 4 in C groot, voor fluit, hobo en strijkkwartet
- Sextet no. 6 in d klein, voor fluit, hobo en strijkkwartet
- Strijkkwartet in Do-majeur, op. 23 no. 1
- Strijkkwartet in ré mineur, op. 23 no. 2
- Strijkkwartet in Mi bemol majeur, op. 23 no. 4
- Strijkkwartet in Sol majeur "Koning van Pruisen", op. 23 no. 5
- Strijkkwartet in Fa majeur, op. 23 no. 6
- Strijkkwartet, op. 32 no. 1
- Strijkkwartet, op. 32 no. 2
- Strijkkwartet, op. 32 no. 3
- Strijkkwartet, op. 32 no. 4
- Strijkkwartet, op. 32 no. 5
- Strijkkwartet, op. 32 no. 6
- Hobotrio C-groot

### Werken voor koor
- Kanony, voor kinderkoor
  1. Co je slyset ve vzduchu (Wat jij hoort in de lucht)
  2. Jak sladka to melodie (Hoe aantrekkelijk is de melodie)
  3. Krasne se to posloucha (Mooi om te horen)
  4. Toto jsou kanony (Dit zijn canons)